# Dictyoglomota
Dictyoglomota o Dictyglomi es un filo de bacterias representado por un solo género, Dictyoglomus, caracterizado por ser hipertermófilo, quimioorganotrofo y anaerobio. Se ha descrito como Gram negativo con una pared de tres capas.
Dictyoglomus thermophilum es un organismo interesante porque elabora una enzima, la xilanosa, que digiere el xilano, un heteropolímero de la pentosa xilosa. Pretratando la pulpa de madera con esta enzima, los fabricantes de papel  pueden alcanzar niveles de blanco comparables con mucho menos cloro. Son bacilos anaerobios estrictos sin movilidad y sin formación de esporas, que se aislaron en fuentes termales. Su temperatura óptima es de 78 °C.
Dictyoglomus turgidum actúa en la fermentación de la celulosa produciendo etanol e hidrógeno, su temperatura óptima es 75 °C.